# Глушонки (Кировская область)
 Глушонки  — деревня в Кирово-Чепецком районе Кировской области в составе Пасеговского сельского поселения.

## География
Расположена на расстоянии примерно 9 километров на юг-юго-запад от центра поселения села Пасегово.

## История
Известна с 1671 года как починок у Вязу с 5 дворами, в 1764 110 жителей. В 1873 году в деревне Петра Вахрина (Глушонки) дворов 27 и жителей 181, в 1905 37 и 245, в 1926 (Глушенки или Петра Вахрина) 39 и 193, в 1950 37 и 98, в 1989 постоянных жителей уже не было.

## Население
Постоянное население составляло 4 человек (русские 100%) в 2002 году, 16 в 2010.